# 球柱草
球柱草（学名：Bulbostylis barbata），为莎草科球柱草属下的一个植物种，產於西澳洲。